# Glucosio 1-deidrogenasi (NAD+)
La glucosio 1-deidrogenasi (NAD+) è un enzima appartenente alla classe delle ossidoreduttasi, che catalizza la seguente reazione:
D-glucosio + NAD+ ⇄ D-glucono-1,5-lattone + NADH + H+